# Andrea Olaya
Andrea Carolina Olaya Gutiérrez (ur. 9 grudnia 1994) – kolumbijska zapaśniczka. Olimpijka z Rio de Janeiro 2016, gdzie zajęła piętnaste miejsce w kategorii 75 kg.
Piąta na mistrzostwach świata w 2014 i 2015. Brązowa medalistka igrzysk panamerykańskich w 2019 i ósma w 2015. Zdobyła osiem medali na mistrzostwach panamerykańskich, srebro w 2014, 2016 i 2018. Triumfatorka igrzysk Ameryki Środkowej i Karaibów w 2018. Złoty medal na igrzyskach Ameryki Południowej w 2018 i brązowy w 2014. Triumfatorka mistrzostw Ameryki Płd. w 2013, 2014 i 2016. Wicemistrzyni igrzysk boliwaryjskich w 2013 i 2017 roku.